# Proves d'energia i moment relativistes

Energia cinètica en la relativitat especial i la mecànica newtoniana. L'energia cinètica relativista augmenta fins a l'infinit quan s'acosta a la velocitat de la llum, per tant, cap cos massiu pot assolir aquesta velocitat.

Les proves d'energia i moment relativistes tenen com a objectiu mesurar les expressions relativistes de l'energia, el moment i la massa. Segons la relativitat especial, les propietats de les partícules que es mouen aproximadament a la velocitat de la llum es desvien significativament de les prediccions de la mecànica newtoniana. Per exemple, les partícules massives no poden assolir la velocitat de la llum.
Avui dia, aquestes expressions relativistes per a partícules properes a la velocitat de la llum es confirmen rutinàriament en laboratoris universitaris i són necessàries en el disseny i l'avaluació teòrica d'experiments de col·lisió en acceleradors de partícules. Vegeu també Proves de la relativitat especial per a una visió general.

## Visió general

De manera similar a l'energia cinètica, el moment relativista augmenta fins a l'infinit quan s'acosta a la velocitat de la llum.

En mecànica clàssica, l'energia cinètica i el moment s'expressen com
{\displaystyle E_{k}={\tfrac {1}{2}}mv^{2},\quad p=mv.\,}
D'altra banda, la relativitat especial prediu que la velocitat de la llum és constant en tots els sistemes de referència inercials. La relació relativista d'energia-moment és la següent:
{\displaystyle E^{2}-(pc)^{2}=(mc^{2})^{2}\,}
de les quals les relacions per a l'energia en repòs {\displaystyle E_{0}}, energia relativista (repòs + cinètica) {\displaystyle E}, energia cinètica {\displaystyle E_{k}}, i impuls {\displaystyle p} de partícules massives segueixen:
{\displaystyle E_{0}=mc^{2},\quad E=\gamma mc^{2},\quad E_{k}=(\gamma -1)mc^{2},\quad p=\gamma mv}
on {\displaystyle \gamma =1/{\sqrt {1-(v/c)^{2}}}}. Així doncs, l'energia i el moment relativistes augmenten significativament amb la velocitat, per la qual cosa les partícules massives no poden assolir la velocitat de la llum. En alguns llibres de text de relativitat, l'anomenada "massa relativista" {\displaystyle M=\gamma m\,} també s'utilitza. Tanmateix, molts autors consideren aquest concepte desavantatjós; en canvi, s'haurien d'utilitzar les expressions d'energia i moment relativistes per expressar la dependència de la velocitat en la relativitat, que proporcionen les mateixes prediccions experimentals.

## Primers experiments
Els primers experiments capaços de detectar aquestes relacions van ser duts a terme per Walter Kaufmann, Alfred Bucherer i altres entre 1901 i 1915. Aquests experiments tenien com a objectiu mesurar la desviació dels raigs beta dins d'un camp magnètic per tal de determinar la relació massa-càrrega dels electrons. Com que se sabia que la càrrega era independent de la velocitat, qualsevol variació s'havia d'atribuir a alteracions en el moment o la massa de l'electró (abans coneguda com a massa electromagnètica transversal). {\displaystyle m_{T}=m\gamma ,} equivalent a la "massa relativista" {\displaystyle M} com s'ha indicat més amunt). Com que la massa relativista ja no s'utilitza sovint en els llibres de text moderns, aquestes proves es poden descriure com a mesures de moment o energia relativistes, perquè s'aplica la relació següent:
{\displaystyle {\frac {M}{m}}={\frac {p}{mv}}={\frac {E}{mc^{2}}}=\gamma }
Els electrons que viatjaven entre 0,25 i 0,75 c indicaven un augment de la quantitat de moviment d'acord amb les prediccions relativistes i es van considerar com a confirmacions clares de la relativitat especial. No obstant això, més tard es va assenyalar que, tot i que els experiments estaven d'acord amb la relativitat, la precisió no era suficient per descartar models competidors de l'electró, com el de Max Abraham.
Ja el 1915, però, Arnold Sommerfeld va ser capaç de derivar l'estructura fina d'espectres semblants a l'hidrogen utilitzant les expressions relativistes per a la quantitat de moviment i l'energia (en el context de la teoria de Bohr-Sommerfeld). Posteriorment, Karl Glitscher simplement va substituir les expressions relativistes per les d'Abraham, demostrant que la teoria d'Abraham està en conflicte amb les dades experimentals i, per tant, està refutada, mentre que la relativitat està d'acord amb les dades.

## Mesures de precisió

Tres dades de Rogers et al., d'acord amb la relativitat especial

El 1940, Rogers i els seus col·laboradors van realitzar la primera prova de desviació d'electrons amb prou precisió per descartar definitivament models competidors. Igual que en els experiments de Bucherer-Neumann, es va mesurar la velocitat i la relació càrrega-massa de partícules beta de velocitats de fins a 0,75 c. No obstant això, van fer moltes millores, inclosa l'ús d'un comptador Geiger. La precisió de l'experiment mitjançant el qual es va confirmar la relativitat era de menys de l'1%.
Meyer et al. (1963) van dur a terme una prova de desviació d'electrons encara més precisa. Van provar electrons que viatjaven a velocitats de 0,987 a 0,99c, que es van desviar en un camp magnètic homogeni estàtic mitjançant el qual es va mesurar p, i un camp elèctric cilíndric estàtic mitjançant el qual {\displaystyle p^{2}/(m\gamma )} es va mesurar. Van confirmar la relativitat amb un límit superior per a desviacions de ~0,00037.
També s'han dut a terme mesures de la relació càrrega-massa i, per tant, de la quantitat de moviment dels protons. Grove i Fox (1953) van mesurar protons de 385 MeV que es movien a ~0,7 c. La determinació de les freqüències angulars i del camp magnètic va proporcionar la relació càrrega-massa. Això, juntament amb la mesura del centre magnètic, va permetre confirmar l'expressió relativista de la relació càrrega-massa amb una precisió de ~0,0006.
No obstant això, Zrelov et al. (1958) van criticar l'escassa informació donada per Grove i Fox, emfatitzant la dificultat d'aquestes mesures a causa del moviment complex dels protons. Per tant, van dur a terme una mesura més extensa, en la qual es van emprar protons de 660 MeV amb una velocitat mitjana de 0,8112c. El moment del protó es va mesurar amb un filferro de Litz i la velocitat es va determinar mitjançant l'avaluació de la radiació de Txerenkov. Van confirmar la relativitat amb un límit superior per a desviacions de ~0,0041.

## Experiment de Bertozzi

Les dades de l'experiment de Bertozzi mostren una estreta concordança amb la relativitat especial. Energia cinètica de cinc cicles d'electrons: 0,5, 1, 1,5, 4,5, 15 MeV (o 1, 2, 3, 9, 30 en mc²). Velocitat: 0,752, 0,828, 0,922, 0,974, 1,0 en c² (o 0,867, 0,910, 0,960, 0,987, 1 en c).

Des de la dècada del 1930, la relativitat era necessària per a la construcció d'acceleradors de partícules, i les mesures de precisió esmentades anteriorment també confirmaven clarament la teoria. Però aquestes proves demostren les expressions relativistes de manera indirecta, ja que cal tenir en compte molts altres efectes per avaluar la corba de deflexió, la velocitat i el moment. Així doncs, William Bertozzi (1962, 1964) va dur a terme un experiment específicament destinat a demostrar els efectes relativistes d'una manera molt directa.
Va emprar les instal·lacions de l'accelerador d'electrons del MIT per iniciar cinc cicles d'electrons, amb electrons d'energies cinètiques entre 0,5 i 15 MeV. Aquests electrons van ser produïts per un generador Van de Graaff i van viatjar una distància de 8,4 m, fins que van xocar contra un disc d'alumini. Primer, es va mesurar el temps de vol dels electrons en les cinc execucions; les dades de velocitat obtingudes estaven en estreta concordança amb l'expectativa relativista. No obstant això, en aquesta etapa l'energia cinètica només estava determinada indirectament pels camps acceleradors. Per tant, la calor produïda per alguns electrons que xocaven contra el disc d'alumini es va mesurar mitjançant calorimetria per tal d'obtenir directament la seva energia cinètica; aquests resultats van coincidir amb l'energia esperada amb un marge d'error del 10%.

## Acceleradors de partícules
En els acceleradors de partícules moderns a altes energies, les prediccions de la relativitat especial es confirmen rutinàriament i són necessàries per al disseny i l'avaluació teòrica d'experiments de col·lisió, especialment en el límit ultrarelativista. Per exemple, cal tenir en compte la dilatació del temps per entendre la dinàmica de la desintegració de partícules, i el teorema relativista de la suma de velocitats explica la distribució de la radiació de sincrotró. Pel que fa a les relacions relativistes energia-moment, s'han dut a terme una sèrie d'experiments d'alta precisió sobre velocitat i energia-moment, en què les energies emprades van ser necessàriament molt més altes que les dels experiments esmentats anteriorment.

## Reaccions nuclears
La relació {\displaystyle E_{0}=mc^{2}} es pot provar en reaccions nuclears, ja que les diferències percentuals entre les masses dels reactius i els productes són prou grans per mesurar-les; el canvi en la massa total hauria de tenir en compte el canvi en l'energia cinètica total. Einstein va proposar aquesta prova en l'article on va afirmar per primera vegada l'equivalència de massa i energia, esmentant la desintegració radioactiva del radi com a possibilitat. La primera prova en una reacció nuclear, però, va utilitzar l'absorció d'un protó incident pel liti -7, que després es trenca en dues partícules alfa. El canvi de massa corresponia al canvi d'energia cinètica amb una precisió del 0,5%.
El 2005 es va dur a terme una prova particularment sensible en la desintegració gamma de nuclis excitats de sofre i silici, en cada cas fins a l'estat no excitat (estat fonamental). Les masses dels estats excitat i fonamental es van mesurar mesurant les seves freqüències de revolució en una trampa electromagnètica. Les energies dels raigs gamma es van mesurar mesurant les seves longituds d'ona amb difracció de raigs gamma, similar a la difracció de raigs X, i utilitzant la relació ben establerta entre l'energia dels fotons i la longitud d'ona. Els resultats van confirmar les prediccions de la relativitat amb una precisió de 0,0000004.